# 키스 앤드 크라이

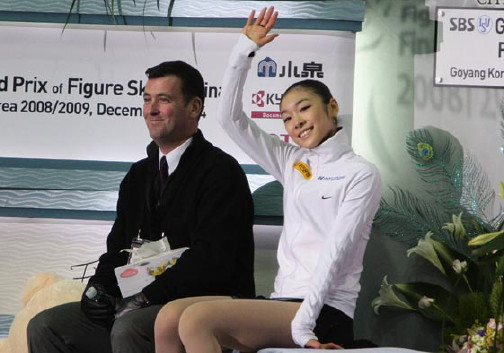
키스 앤드 크라이에 앉아 있는 김연아

키스 앤드 크라이(Kiss and cry)는 아이스링크에 한 구역으로, 피겨스케이터가 공연을 하기 전/후 대기하는 장소이다.